# Delahaye Type 32
Pour les articles homonymes, voir Type 32.
La Delahaye Type 32 est un modèle du constructeur automobile français Delahaye produit entre 1907 et 1913.

## Historique
La Delahaye Type 32 est présentée au salon de l’automobile de Paris de 1907. 

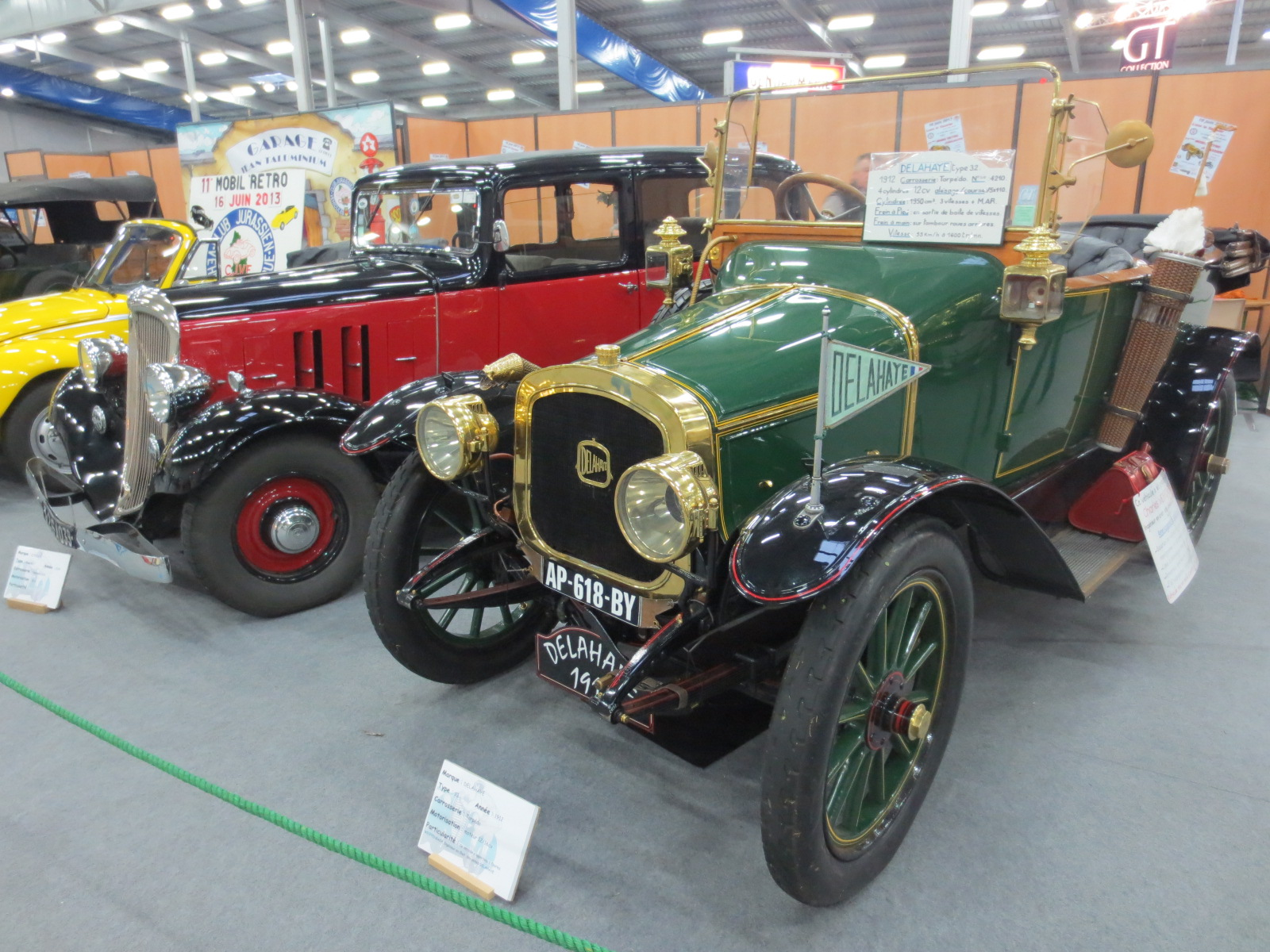
Delahaye Type 32 Torpédo
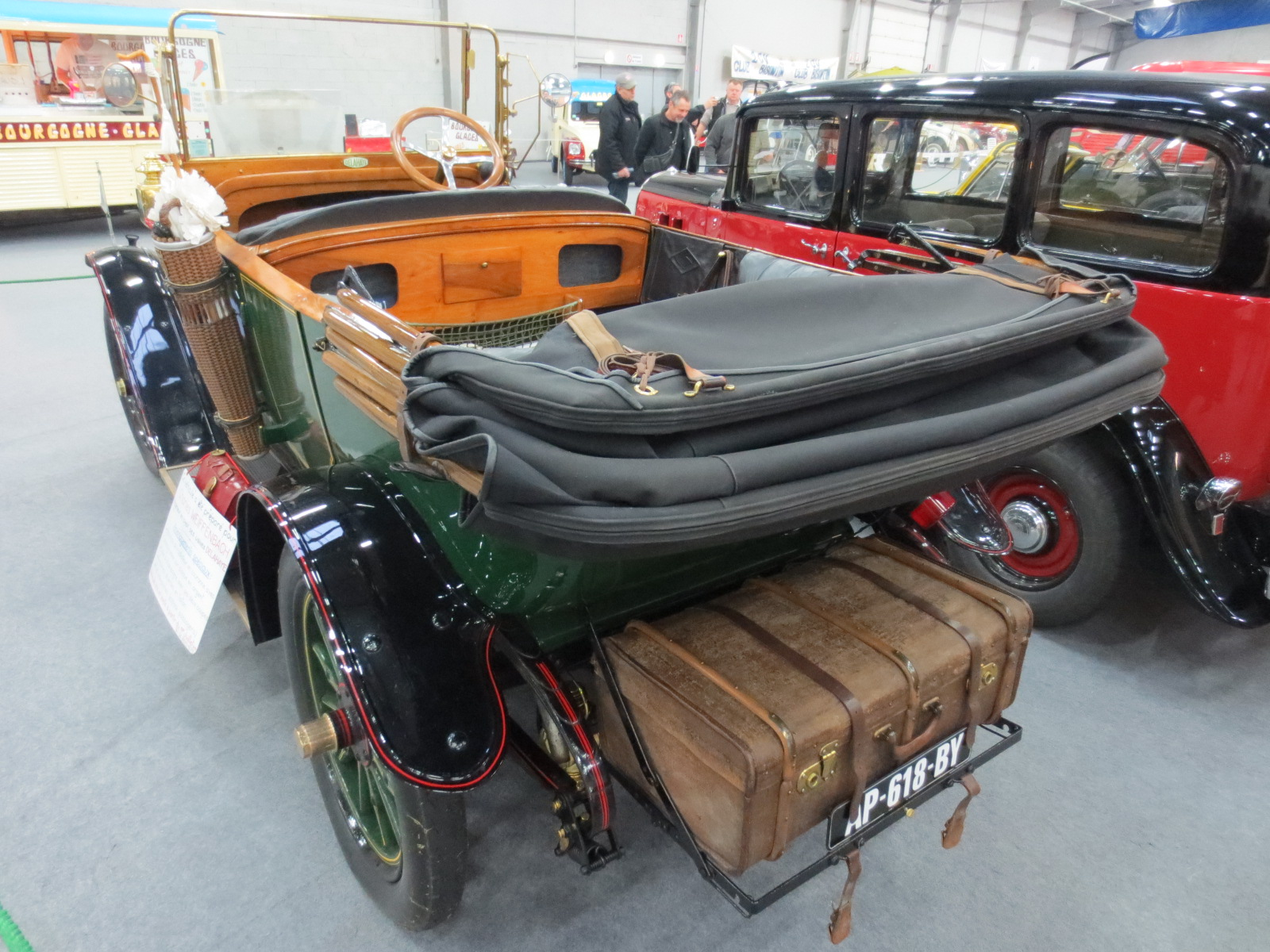
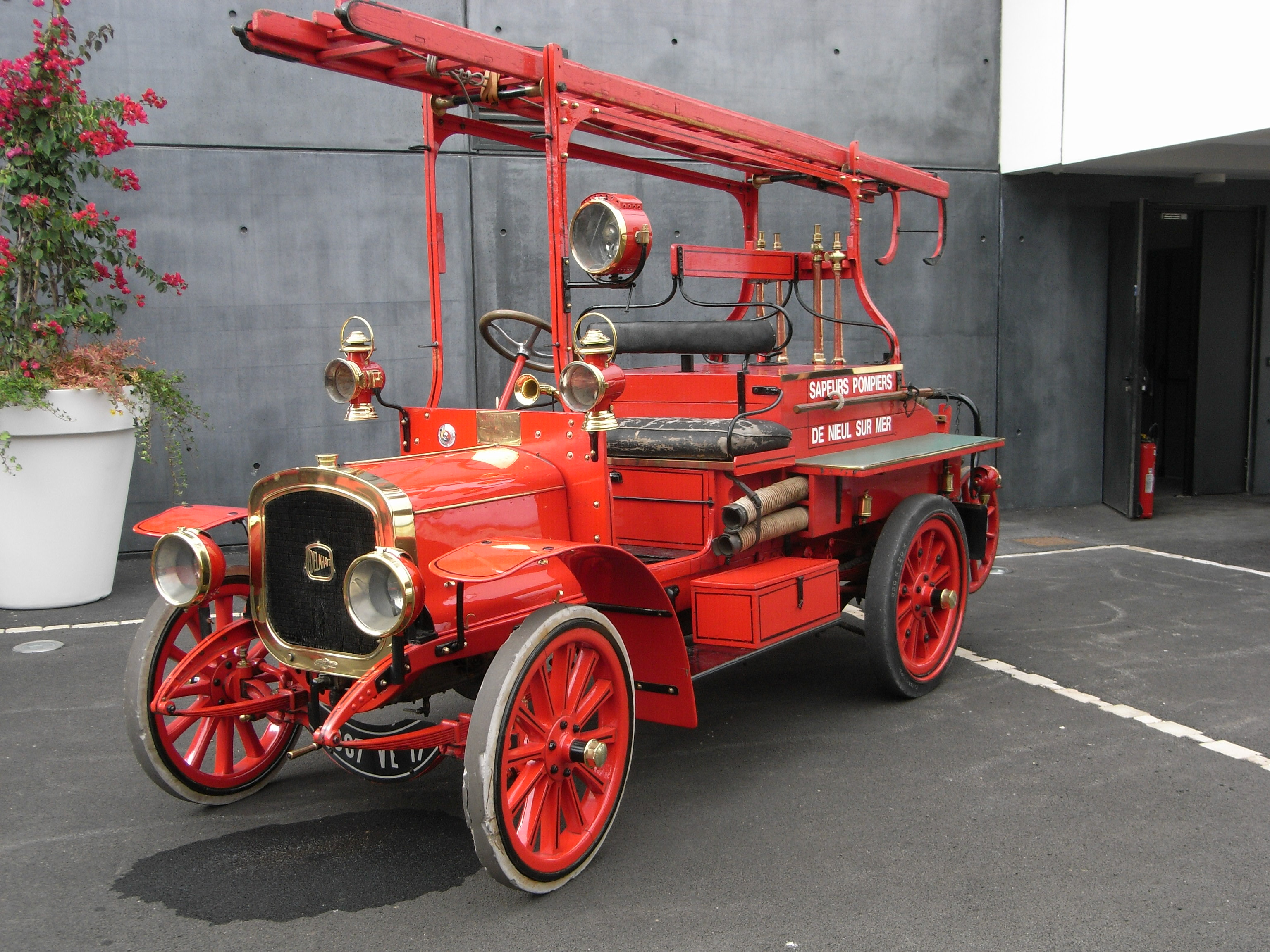
Version fourgon d'incendie

Elle est commercialisée avec de multiples variantes de carrosserie : coupé, cabriolet, torpédo, phaéton, double phaéton, sport, limousine, break, utilitaire, fourgon...  

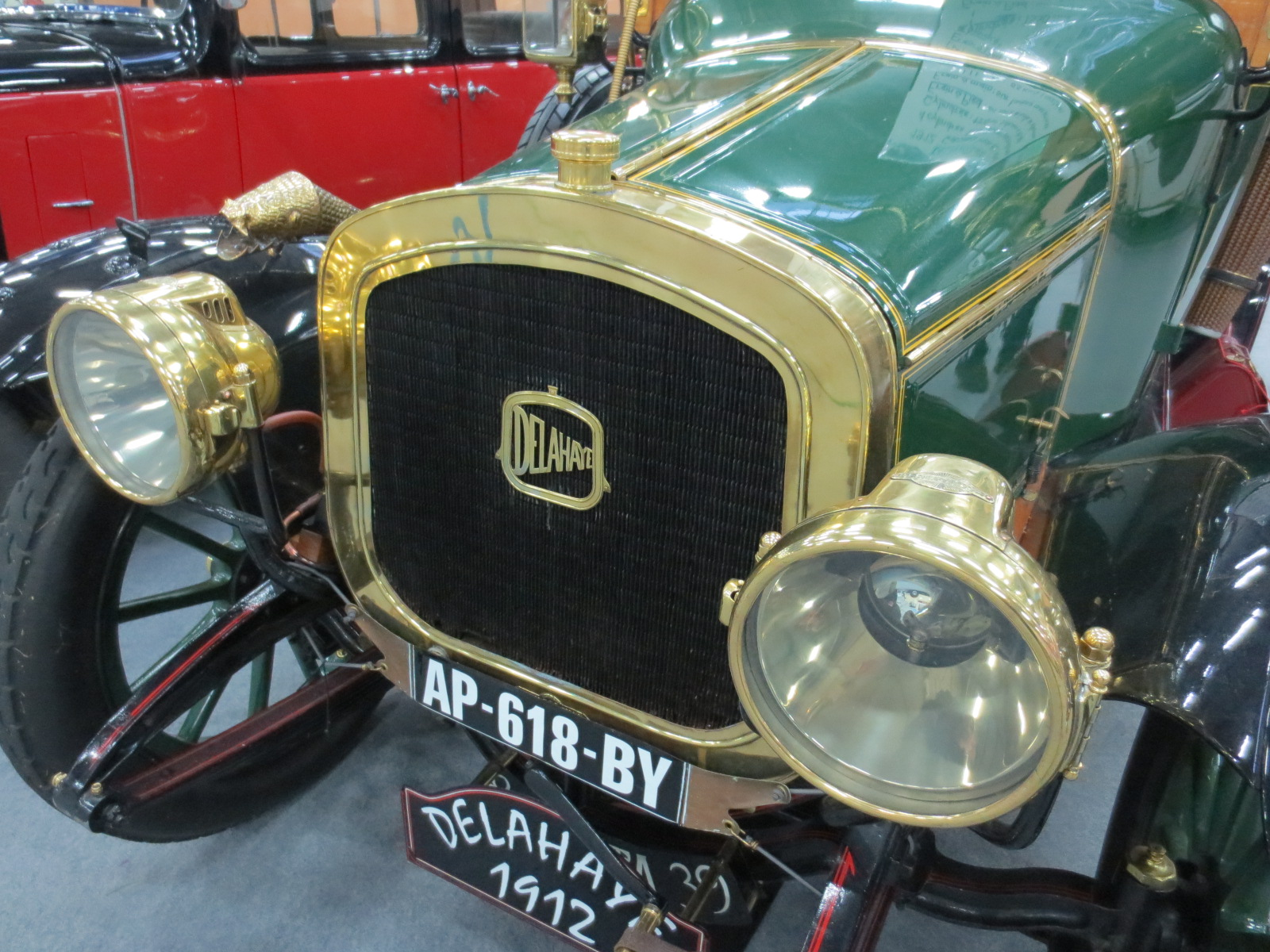
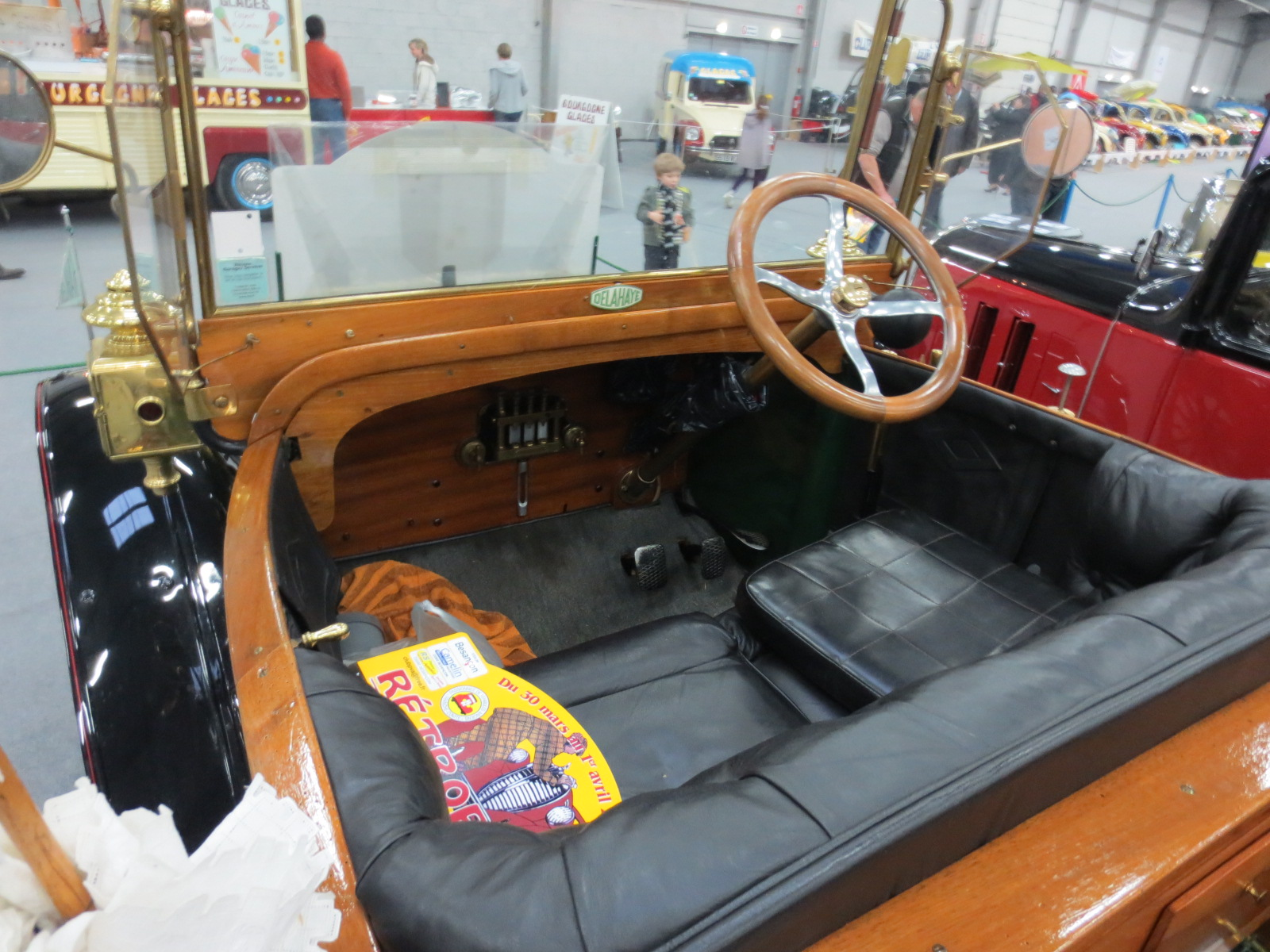

Elle est équipée d'un moteur 4 cylindres borgnes monobloc à soupapes latérales, 1900 cm3 de 12 à 16 CV pour une vitesse maximum de 60 km/h, avec boite de vitesses à 3 rapports.